# Cyanocorax
Cyanocorax és un gènere d'ocells de la família dels còrvids (Corvidae) present a Amèrica del Sud, Amèrica Central i el sud d'Amèrica del Nord.

## Descripció
Els gaigs del gènere Cyanocorax són ocells grossos generalment de color negre i blau, sovint amb quantitats considerables de plomatge blanc, però de color marró o groc a verd en algunes espècies. Es troben àmpliament en terres baixes (Cyanocorax inques és l'únic realment muntà) amb cossos més pesats que els del gènere Cyanolyca. Algunes espècies tenen plomalls de coll allargats, algunes altres tenen crestes o truges al front; alguns tenen taques de pell nua a la cara. La majoria presenta almenys una curta cresta frontal peluda (amb C. cristatellus la més llarga). Els becs són negres en els adults (de groc a rosat en els joves) i els peus solen ser també negres, però marrons o grocs en algunes espècies. Poden ser dividits en dos grups: el primer, d'iris fosc i generalment de color més uniforme; el segon d'iris pàl·lid, de patró més definit (usualment blancs per baix i a la punta de la cua). Dues espècies, C. cristatellus i C. heilprini semblen ser el pont entre els dos grups. Tots són ocells atrevits, vocals i, sovint, inquisitius, que busquen aliment en grups de sis a vuit individus.
Aquest gènere es considera especialment proper a Cyanolyca, una radiació de les terres altes que es produeix a tota la serralada americana des de Mèxic fins al Perú i Bolívia, que s'assemblen molt a les espècies blaves i negres de Cyanocorax excepte per ser una mica més petites. Els gèneres nord-americans del gaig blau Aphelocoma, Cyanocitta i Gymnorhinus semblen estar una mica menys relacionats.

## Sistemàtica i evolució
Amb la fusió dels gèneres abans separats Calocitta (les dues grases) i Psilorhinus (gaig brú) en Cyanocorax, el gènere ara conté 20 espècies:
El gènere expandit Cyanocorax es pot dividir perfectament en dos clades, el primer que conté els antics Calocitta i Psilorhinus, així com el llinatge sud-americà que històricament es va tractar com el gènere Uroleucus. L'altre clade uneix la resta d'espècies sud-americanes amb el grup antigament separat com a Cissilopha, així com el grup del gaig verd meridional, que són els únics membres del gènere que tenen pigments carotenoides (grocs/verds) visibles en el plomatge; alguns ornitòlegs tracten els dos tàxons del grup de gaig verd com a tàxons coespecífics, encara que hi ha dos tàxons entre els diferents tàxons, així com diferències en el plomatge, hàbitat, comportament i reclams.
L'origen del gènere sembla ser la regió de l'istme de Panamà o els Andes del nord. Una divisió inicial va donar lloc, d'una banda, a una radiació triple al llarg de les costes del Carib (Psilorhinus) i del Pacífic (Calocitta) d'Amèrica Central, així com a Amèrica del Sud (Uroleuca). Paral·lelament, els avantpassats del gaig cuablanc es van separar a l'oest dels Andes del nord, a la costa del Pacífic del nord-oest d'Amèrica del Sud, mentre que la radiació Xanthoura es va expandir al peu de la cadena principal dels Andes i les serralades adjacents, així com a les terres baixes d'Amèrica Central. Des del mateix grup que les dues anteriors, una segona radiació polivalent es va expandir a Amèrica Central (l'antiga espècie de Cissilopha) així com a Amèrica del Sud (en dues branques, una al nord i una cap al sud-est). El gaig de Dickey, el membre més al nord-oest d'aquest gènere, sembla ser una quarta i antiga branca diferent d'aquesta radiació, potser un romanent d'una expansió primerenca que es va extingir en gran part quan el llinatge Cissilopha la va desplaçar.
El gènere Cyanocorax va ser descrit pel zoòleg alemany Friedrich Boie l'any 1826, amb l'espècie tipus el gaig crestat. El nom genèric deriva de les paraules del grec antic «κυανος (kuanos)», que significa “blau fosc”, i «κοραξ (korax)», que significa “corb”.

### Taxonomia
Cyanocorax hafferi és una espècie recentment descrita. No obstant això, la proposta N.º 635 al Comitè de Classificació de Sud-americà (SACC) de reconeixement de l'espècie va ser rebutjada, i la mateixa caracteritzada com una variació geogràfica de C. heilprini. Tanmateix, és reconeguda pel Comitè Brasiler de Registres Ornitològics (CBRO) a la Llista dels Ocells del Brasil - 2014. Tant el Congrés Ornitològic Internacional com Clements Checklist la consideren com la subespècie, C. heilprini hafferi.
L'espècie Cyanocorax luxuosus no és llistada per Clements Checklist que la considera com el grup politípic Cyanocorax inques (Grup luxuosus) i considerada com a espècie plena per l'IOC depenent de revisió per l'American Ornithologists' Union (AOU).

### Espècies
Segons la Classificació del Congrés Ornitològic Internacional (versió 14.2, 2024) aquest gènere està format per 20 espècies:
- Cyanocorax colliei -  garsa crestada gorjanegra
- Cyanocorax formosus - garsa crestada gorjablanca
- Cyanocorax morio - gaig bru
- Cyanocorax melanocyaneus - gaig centreamericà
- Cyanocorax sanblasianus - gaig de San Blas
- Cyanocorax yucatanicus - gaig de Yucatán
- Cyanocorax beecheii - gaig de Beechey
- Cyanocorax violaceus - gaig violaci
- Cyanocorax caeruleus - gaig atzur
- Cyanocorax cyanomelas - gaig fosc
- Cyanocorax cristatellus - gaig emplomallat
- Cyanocorax dickeyi - gaig de Dickey
- Cyanocorax affinis - gaig pitnegre
- Cyanocorax mystacalis - gaig cuablanc
- Cyanocorax cayanus - gaig de Caiena
- Cyanocorax heilprini - gaig de clatell blau
- Cyanocorax chrysops - gaig de casc
- Cyanocorax cyanopogon - gaig de clatell blanc
- Cyanocorax luxuosus - gaig verd septentrional
- Cyanocorax yncas - gaig verd meridional

El còrvid fòssil Protocitta dixi, descrit a partir del Plistocè mitjà (Illinoi, penúltim període glacial, fa aproximadament 150.000 anys) que es va trobar en una antiga cova prop de Reddick, Florida, es va descriure com a semblants als llinatges Calocitta i Psilorhinus. Tot i que no es va dur a terme cap anàlisi cladística, almenys qualitativament es va valorar com una relació menys estreta amb les garses holàrtiques, que són membres de la radiació "monocroma" de corbs i gralles, per la qual cosa és molt probable que Protocitta fos efectivament un gaig blau americà prehistòric. No obstant això, no s'acredita cap Cyanocorax des de cap lloc prop de Florida, i com que Protocitta no es va comparar amb la radiació nord-americana dels gaigs blaus, és almenys tan probable que pertanyi a aquest darrer grup.